# (2243) Lönnrot
(2243) Lönnrot es un asteroide perteneciente al cinturón de asteroides, descubierto el 25 de septiembre de 1941 por Yrjö Väisälä desde el Observatorio de Iso-Heikkilä, en Turku, Finlandia.

## Designación y nombre
Designado provisionalmente como 1941 SA1. Fue nombrado Lönnrot en honor al médico, botánico, lexicólogo finlandés Elias Lönnrot.